# Жозе-Бонифасиу (Сан-Паулу)
Жозе-Бонифасиу (порт. José Bonifácio)  —  муниципалитет в Бразилии, входит в штат Сан-Паулу. Составная часть мезорегиона Сан-Жозе-ду-Риу-Прету. Входит в экономико-статистический  микрорегион Сан-Жозе-ду-Риу-Прету. Население составляет 32 460 человек на 2006 год. Занимает площадь 858,641 км². Плотность населения — 37,8 чел./км².

## Статистика
- Валовой внутренний продукт на 2003 составляет 375.555.204,00 реалов (данные: Бразильский институт географии и статистики).
- Валовой внутренний продукт на душу населения на 2003 составляет 12.216,36 реалов (данные: Бразильский институт географии и статистики).
- Индекс развития человеческого потенциала на 2000 составляет 0,817 (данные: Программа развития ООН).